# Parachnopeziza triseptata
Parachnopeziza triseptata är en svampart som först beskrevs av Raschle, och fick sitt nu gällande namn av Korf & W.Y. Zhuang 1985. Parachnopeziza triseptata ingår i släktet Parachnopeziza och familjen Hyaloscyphaceae.   Inga underarter finns listade i Catalogue of Life.